# Villa flavipes
Villa flavipes är en tvåvingeart som först beskrevs av Friedrich Hermann Loew 1860.  Villa flavipes ingår i släktet Villa och familjen svävflugor. Inga underarter finns listade i Catalogue of Life.